# Evergestis dumerlei
Evergestis dumerlei ist ein Schmetterling aus der Familie der Crambiden (Crambidae).

## Merkmale
Die Falter haben eine Flügelspannweite von 19 bis 26 Millimeter. Kopf und Thorax sind hell ockerbraun, das Abdomen ist ockerweiß. Die Labialpalpen sind kurz und stehen kaum hervor. Sie sind ockerfarben und an der Basis weißlich. Die Vorderflügel haben einen ziemlich spitzen Apex. Sie sind orangegelb und netzartig orangebraun gezeichnet. Das graubraune, schräg verlaufende, äußere Querband trifft in der Nähe des Apex auf die Costalader. Die äußere Querlinie ist gekrümmt und verläuft parallel zum äußeren Querband. Am Flügelinnenrand und an der Costalader sind beide weiter voneinander entfernt. Die Fransenschuppen sind braungrau. Die Hinterflügel sind hell und rundlich und an den Außenrändern graubraun schattiert. Die braune äußere Querlinie ist kaum erkennbar. Die Unterseite ist hell und glänzt graugelb. Der Apex der Vorderflügelunterseiten ist dunkler. Die Intensität der dunklen Bereiche auf den Vorderflügeln ist variabel.
Bei den Männchen sind die Valven ziemlich lang und parallelwandig. Sie haben einen rundlichen Apex. Der Uncus ist sehr lang und dünn und apikal mit langen Schuppen versehen. Der Gnathos ist lang und bereits an der Basis sehr dünn. Er ist mit einigen Zähnen versehen. Die Juxta ist lang und dünn. Vinculum und Saccus sind dünn. Der Phallus ist ziemlich lang und besitzt zwei Reihen gut entwickelter Cornuti, die größer sind als bei Evergestis politalis.
Bei den Weibchen sind die Papillae anales ziemlich klein und ventral schwach gelappt. Die Apophysen sind kurz. Das Antrum ist groß und deutlich sklerotisiert. Der Ductus seminalis ist in der Nähe eines sklerotisierten Ringes und einer ovalen Verdickung mit dem Ductus bursae verbunden. Der Ductus bursae ist ziemlich kurz. Er beginnt in der Nähe zum Ductus seminalis und weitet sich bis zum Corpus bursae moderat. Letzterer ist oval und mit zwei langen sklerotisierten Signa versehen. Bei E. dumerlei ist das Antrum größer als bei Evergestis politalis und Evergestis marocana, jedoch kleiner als bei Evergestis marionalis.

## Ähnliche Arten
Evergestis dumerlei ist durch die helle Grundfärbung der Vorderflügel und das deutliche dunkle äußere Querband gut charakterisiert. Die ähnliche Art Evergestis marocana hat netzartig gezeichnete Vorderflügel und deutlich grau gerandete Hinterflügel.

## Verbreitung
Evergestis dumerlei kommt in Frankreich, Spanien und in Nordafrika (Marokko) vor. Im Jahr 2010 wurde die Art auch in Italien (Südtirol) gefunden.

## Biologie
Die Präimaginalstadien ähneln denen der Art Evergestis politalis. Die Falter fliegen von Ende August bis Anfang Oktober. In Marokko fliegt die Art auch in höheren Lagen.

## Systematik
Die Typlokalität befindet sich im Hohen Atlas in Marokko (Asif, Aït-Iren).

## Belege
1. 1 2 3 4 5  Barry Goater, Matthias Nuss, Wolfgang Speidel: Pyraloidea I (Crambidae, Acentropinae, Evergestinae, Heliothelinae, Schoenobiinae, Scopariinae). In: P. Huemer, O. Karsholt, L. Lyneborg (Hrsg.): Microlepidoptera of Europe. 1. Auflage. Band 4. Apollo Books, Stenstrup 2005, ISBN 87-88757-33-1, S. 94 (englisch).
2. ↑  Evergestis dumerlei bei Fauna Europaea. Abgerufen am 25. Oktober 2013
3. ↑  Huemer, Peter (2012): Langzeitmonitoring der Schmetterlingsfauna (Lepidoptera) in Waldstandorten Südtirols (IT01 Ritten und IT02 Mintiggl). Forest Observer 6: S. 5–74
4. ↑  Global Information System on Pyraloidea (GlobIZ). Abgerufen am 25. Oktober 2013.